# Ferme de Molardoury
La ferme de Molardoury est une ferme située à Saint-Trivier-de-Courtes, en France.

## Localisation
La ferme est située dans le département français de l'Ain, sur la commune de Saint-Trivier-de-Courtes.

## Historique
La ferme est inscrite au titre des monuments historiques en 1925.